# Phaenobezzia cinnae
Phaenobezzia cinnae är en tvåvingeart som först beskrevs av Meillon 1936.  Phaenobezzia cinnae ingår i släktet Phaenobezzia och familjen svidknott. Inga underarter finns listade i Catalogue of Life.